# Kurzschlussleistung
Die Kurzschlussleistung ist ein Begriff aus der elektrischen Energietechnik und insbesondere für Stromnetze und deren Kurzschlussbehandlung relevant. Sie ist eine Bemessungsgröße und wird als eine Scheinleistung ausgedrückt.

## Berechnung
Die Kurzschlussleistung Sk ist in Dreiphasensystemen das Produkt aus dem Kurzschlussstrom Ik, dem Nennwert der Strangspannung Un und dem Verkettungsfaktor {\displaystyle \textstyle {\sqrt {3}}}:
{\displaystyle S_{k}={\sqrt {3}}\cdot U_{n}\cdot I_{k}}
Die Kurzschlussleistung ist im physikalischen Bezug keine tatsächliche Leistung, da in obiger Formel Größen verknüpft werden, welche nicht gleichzeitig auftreten. Dies folgt aus dem Umstand, dass die Spannung im Kurzschlussfall und am Kurzschlusspunkt praktisch 0 V beträgt und die Nennspannung Un im Fall ohne Kurzschlussstrom festgelegt ist.
Die Kurzschlussleistung ist eine Bemessungsgröße, um die Beanspruchung einer elektrischen Anlage und dabei insbesondere das Schaltvermögen von Leistungsschaltern zu quantifizieren. Ein Leistungsschalter muss dabei über eine Ausschaltleistung verfügen, die über der Kurzschlussleistung liegt, um den Stromfluss im Kurzschlussfall sicher und ohne Schäden am Schalter schalten zu können.
In Hochspannungsnetzen liegen die Kurzschlussleistungen, je nach Spannungsebene, Netztopologie und Ort des Kurzschlusspunktes, bei einigen MVA bis 1000 MVA. Die höchsten Kurzschlussleistungen treten dabei bei Sammelschienen auf, wenn diese von mehreren Quellen mit niederer Impedanz gespeist werden.
Der Kurzschlussstrom Ik ergibt sich nicht aus dem Widerstand des Verbrauchers, sondern aus der Netzimpedanz Z gemäß dem ohmschen Gesetz zu
{\displaystyle I_{k}={\frac {c\cdot U_{n}}{{\sqrt {3}}\cdot Z}}}
mit dem Faktor c, der nach Norm die Toleranz der Netzspannung berücksichtigt (c = 0,95 … 1,1). Damit kann man die Kurzschlussleistung auch darstellen in der Form
{\displaystyle \Rightarrow S_{k}={\frac {c\cdot U_{n}^{2}}{Z}}}.
Die Kurzschlussleistung eines Netzes kann bei fester Nennspannung auch durch die Netzimpedanz ausgedrückt werden.
Eine hohe Kurzschlussleistung ist ein Maß für die Spannungsqualität und Störfestigkeit eines Stromnetzes. Die Kurzschlussleistung kann durch den Ausbau eines Stromnetzes beeinflusst werden. Technisch kann dies auch durch eine dezentrale Netzstruktur realisiert werden.
Von der Kurzschlussleistung zu unterscheiden ist die am Kurzschlusspunkt primär in Wärme umgesetzte Leistung, welche als physikalisch relevante Größe auftritt. Typischerweise erfolgt bei fehlendem sattem Kurzschluss die Wärmeumsetzung am Kurzschlusspunkt in Form eines Lichtbogens, welcher die Lichtbogenleistung
{\displaystyle P_{l}=U_{l}\cdot I_{k}}
mit der Lichtbogenspannung Ul aufweist.

## Strombegrenzung
Bei der nachträglichen Erweiterung von Stromnetzen und der damit verbundenen Steigerung der Kurzschlussleistung kann es dazu kommen, dass bereits bestehende Leistungsschalter nicht auf die dann höhere Kurzschlussleistung ausgelegt sind. Um den kostenintensiven Austausch der Schalter zu vermeiden, können Kurzschlussstrombegrenzer eingesetzt werden. Typische Einsatzbereiche sind mehrfach parallel gespeiste Sammelschienenabschnitte auf der Mittelspannungs-, teilweise auch auf der Höchstspannungsebene. Diese Abschnitte sind im Normalbetrieb über Kurzschlussstrombegrenzer zu einer Sammelschiene verbunden, um durch die Parallelschaltung eine geringe Netzimpedanz im Bereich der Sammelschiene zu erzielen. Im Kurzschlussfall wird durch die Strombegrenzungseinheit die Sammelschiene in mehrere getrennte Teilabschnitte aufgespalten; so wird der Kurzschlussstrom begrenzt, und der nachfolgende Ausschaltvorgang kann ohne Schaden am Leistungsschalter erfolgen.
Übliche Strombegrenzer auf Mittelspannungsebene sind die pyrotechnischen Strombegrenzer, welche im Kurzschlussfall durch eine Sprengladung in einem rohrförmigen Verbindungsstück die einzelnen Sammelschienenabschnitte vor dem Auslösen des Leistungsschalters auftrennen. Die Zündung erfolgt durch eine elektronische Schaltung, welche den Kurzschluss vor dem Ausschaltvorgang der Leistungsschalter schnell und sicher erkennen muss. Nachteile sind der Wartungsaufwand und die technisch aufwändige Erkennung eines Kurzschlusses zum Auslösen der Sprengladung, da Fehlauslösungen z. B. durch hohe Einschaltströme oder auch Blitzentladungen vermieden werden müssen.
Daneben bestehen noch andere Verfahren, wie supraleitende Strombegrenzer, welcher zu den resistiven Strombegrenzern zählen. Dabei werden im normalen Betriebsfall die Sammelschienensabschnitte über supraleitende Kupplungen verbunden, welche im Kurzschlussfall hochohmig werden und so den Strom limitieren. Nachteilig sind die für Supraleiter notwendigen Kühleinrichtungen.